# One-Armed Bandit
One-Armed Bandit è il quinto album in studio del gruppo nu jazz norvegese Jaga Jazzist, pubblicato nel 2010.

## Tracce
1. The Thing Introduces...
2. One-Armed Bandit
3. Bananfluer overalt
4. 220 V/Spektral
5. Toccata
6. Prognissekongen
7. Book of Glass
8. Music! Dance! Drama!
9. Touch of Evil
10. Endless Galaxy [1]